# Centre pénitentiaire de Givenich
Le centre pénitentiaire de Givenich (abrégé en CPG) est le seul centre pénitentiaire semi-ouvert du Luxembourg. Il est situé dans la localité de Givenich, dans la commune de Rosport-Mompach dans le canton d'Echternach.

## Histoire
La prison est un domaine agricole de 130 hectares que Mathias Theisen junior lègue au Grand-Duché en 1893 à condition d'en faire une fondation d'utilité publique et d'intérêt général. Le domaine devient une colonie pénitentiaire agricole qui accueille ses premiers placements en 1938. En 1948, un premier bâtiment cellulaire apparaît, puis un deuxième en 1956. La colonie pénitentiaire devient une prison semi-ouverte en 1956.
En 1973, un troisième bâtiment cellulaire est bâti, mais un défaut de stabilité architecturale force le gouvernement à envisager la construction de pavillons en 1984. Un nouveau bâtiment modulaire apparait en 1999. Les bâtiments de 1948 et 1973 sont détruits et on y édifie le bâtiment central réunissant les organes administratives du centre.
En 1997, de nouveaux statuts précisent que le centre n'est plus uniquement un établissement pénitentiaire agricole, ayant depuis adopté de nouvelles activités de réinsertion professionnelle.
Depuis 2004, le centre pénitentiaire de Givenich est au centre du projet de réinsertion économique et sociale des détenus par l’éducation et le travail (EQUAL-RESET) qui vise à expérimenter de nouvelles méthodes de réinsertion pour les détenus.
La prison de Givenich est destinée à accueillir des détenus purgeant de courtes peines ou en fin de peine et se préparant à retrouver la liberté. Ainsi, la structure permet aux détenus de sortir du centre en journée ou de travailler dans le domaine agricole, ils doivent y passer la nuit, et ils n'ont pas d'uniformes. Les détenus sont tenus de travailler 7 heures par jour et participer aux tâches ménagères.
La prison accueille 82 détenus dont 11 femmes en 2019. Jusqu'en 2010, il n'y avait que des hommes. Il s'agit du seul centre pénitentiaire mixte en Europe. Tout manquement aux règles entraîne un retour au centre pénitentiaire de Schrassig, bien que les détenus puissent demander à y retourner de leur plein gré.